# Sam Groth
Sam Groth, właśc. Samuel Groth (ur. 19 października 1987 w Narranderze) – australijski tenisista, reprezentant w Pucharze Davisa, olimpijczyk z Rio de Janeiro (2016).

## Życie prywatne
W lutym 2009 roku poślubił słowacką tenisistkę Jarmilę Gajdošovą, która po ślubie zaczęła reprezentować Australię. W kwietniu 2011 roku rozstali się po dwóch latach małżeństwa.

## Kariera tenisowa
W 2005 roku Groth awansował do finału gry podwójnej chłopców podczas wielkoszlemowego Wimbledonu, w parze z Andrew Kennaughem. Spotkanie o tytuł para przegrała z deblem Jesse Levine–Michael Shabaz.
Karierę zawodową rozpoczął w 2006 roku.
W grze podwójnej Groth wygrał 2 turnieje rangi ATP World Tour, w parze z Chrisem Guccione, w lipcu 2014 roku w Bogocie i 2 lata później w Newport. W czerwcu 2014 roku Australijczyk osiągnął półfinał wielkoszlemowego Rolanda Grarrosa w deblu, wspólnie z Andriejem Gołubiewem. Ponadto Groth przegrał 3 finały rozgrywek ATP World Tour.
Od roku 2014 był reprezentantem Australii w Pucharze Davisa.
W maju 2012 roku ustanowił rekord świata w prędkości serwisu podczas meczu 2. rundy turnieju ATP Challenger Tour w Pusanie.
W 2016 zagrał w turnieju singlowym igrzysk olimpijskich w Rio de Janeiro, odpadając w 1 rundzie.
W styczniu 2018 ogłosił zakończenie kariery zawodowej. W swoim ostatnim występie, partnerując rodakowi Lleytonowi Hewittowi (już wówczas przebywającemu na sportowej emeryturze), dotarł do ćwierćfinału gry podwójnej wielkoszlemowego Australian Open 2018. Australijczycy pokonali m.in. mistrzów US Open 2017, rozstawionych z numerem trzecim Rojera i Tecău.
W rankingu gry pojedynczej Groth najwyżej był na 53. miejscu (10 sierpnia 2015), a w klasyfikacji gry podwójnej na 24. pozycji (2 lutego 2015).

### Finały w turniejach ATP World Tour
| Nazwa                       |
| --------------------------- |
| Wielki Szlem                |
| Igrzyska olimpijskie        |
| ATP World Tour Finals       |
| ATP World Tour Masters 1000 |
| ATP World Tour 500          |
| ATP World Tour 250          |

#### Gra podwójna (2–3)
| Końcowy wynik | Nr | Data                 | Turniej    | Nawierzchnia  | Partner        | Przeciwnicy                             | Wynik finału         |
| ------------- | -- | -------------------- | ---------- | ------------- | -------------- | --------------------------------------- | -------------------- |
| Zwycięzca     | 1. | 20 lipca 2014        | Bogota     | Twarda        | Chris Guccione | Nicolás Barrientos Juan Sebastián Cabal | 7:6(5), 6:7(3), 11–9 |
| Finalista     | 1. | 3 sierpnia 2014      | Waszyngton | Twarda        | Leander Paes   | Jean-Julien Rojer Horia Tecău           | 5:7, 4:6             |
| Finalista     | 2. | 28 września 2014     | Shenzhen   | Twarda        | Chris Guccione | Jean-Julien Rojer Horia Tecău           | 4:6, 6:7(4)          |
| Finalista     | 3. | 19 października 2014 | Moskwa     | Twarda (hala) | Chris Guccione | František Čermák Jiří Veselý            | 6:7(2), 5:7          |
| Zwycięzca     | 2. | 17 lipca 2016        | Newport    | Trawiasta     | Chris Guccione | Jonathan Marray Adil Shamasdin          | 6:4, 6:3             |